# 海南科技职业大学

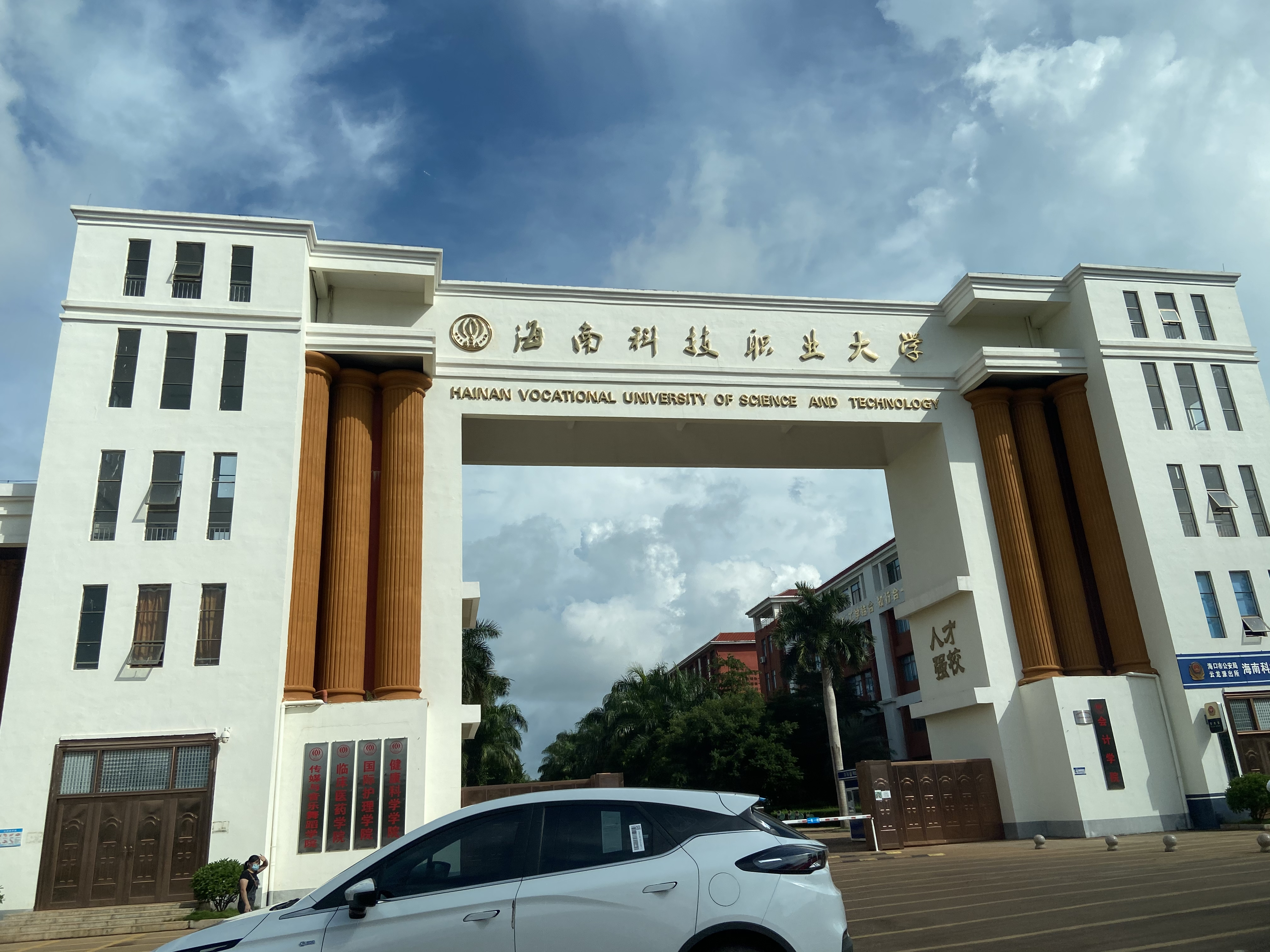
海南科技職業大學

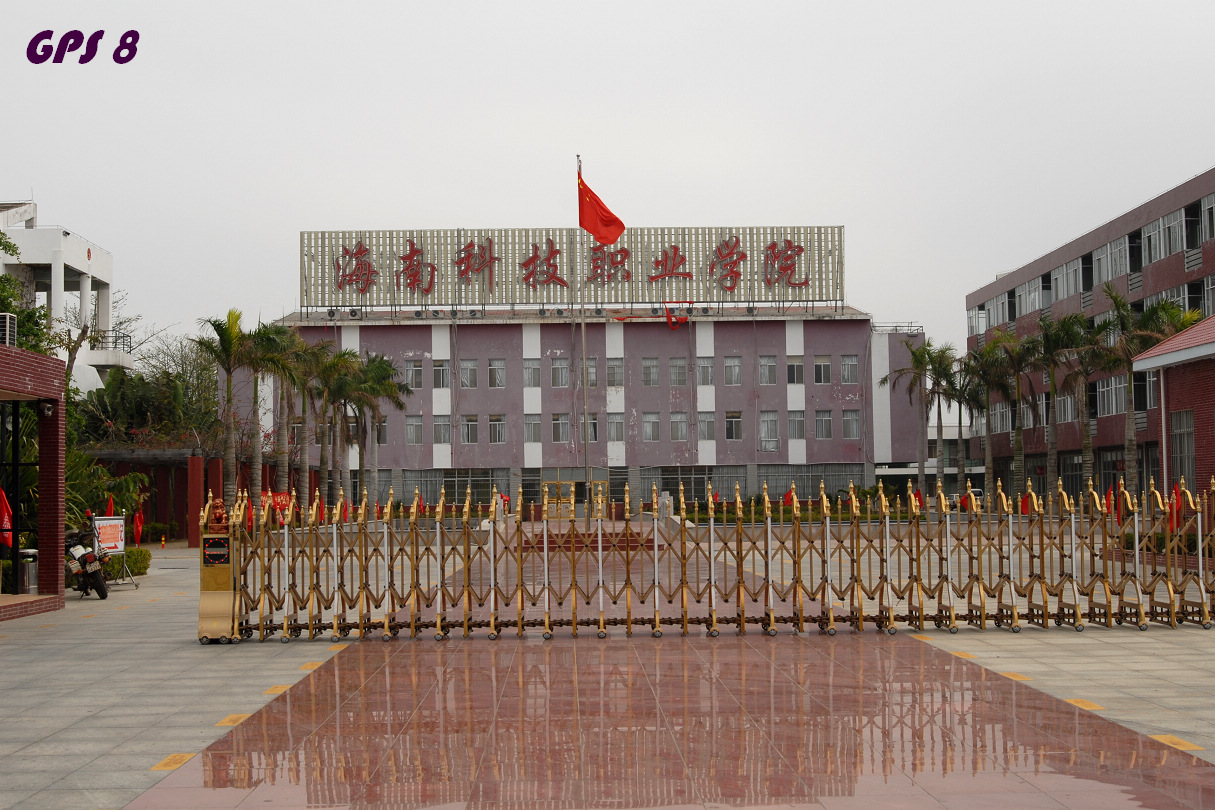
2009年的老校区

海南科技职业大学，简称海科大或海科，是中华人民共和国的一所全日制本科民办普通高等职业学校，位于海南省海口市美兰区。

## 历史
2007年5月，海南科技职业学院成立。
2018年，升格为海南科技职业学院（本科）。
2019年5月，更名为海南科技职业大学，是中国首批本科层次职业大学之一。